# Šober
Šober – wieś w Słowenii, w gminie miejskiej Maribor. W 2018 roku liczyła 232 mieszkańców. 